# Гарбања
Гарбања (итал. Garbagna) је насеље у Италији у округу Алесандрија, региону Пијемонт.
Према процени из 2011. у насељу је живело 428 становника. Насеље се налази на надморској висини од 291 м.

## Становништво
| 1936. | 1951. | 1961. | 1971. | 1981. | 1991. | 2001. | 2011. |
| ----- | ----- | ----- | ----- | ----- | ----- | ----- | ----- |
| 1.425 | 1.244 | 1.027 | 836   | 749   | 661   | 681   | 707   |